# العزيزية (أعزاز)
العزيزية  قرية سوريّة تتبع إداريّاً لمحافظة حلب منطقة أعزاز ناحية أخترين، بلغ تعداد سكانها 614 نسمة حسب التعداد السكاني لعام 2004.